# Thọ giới

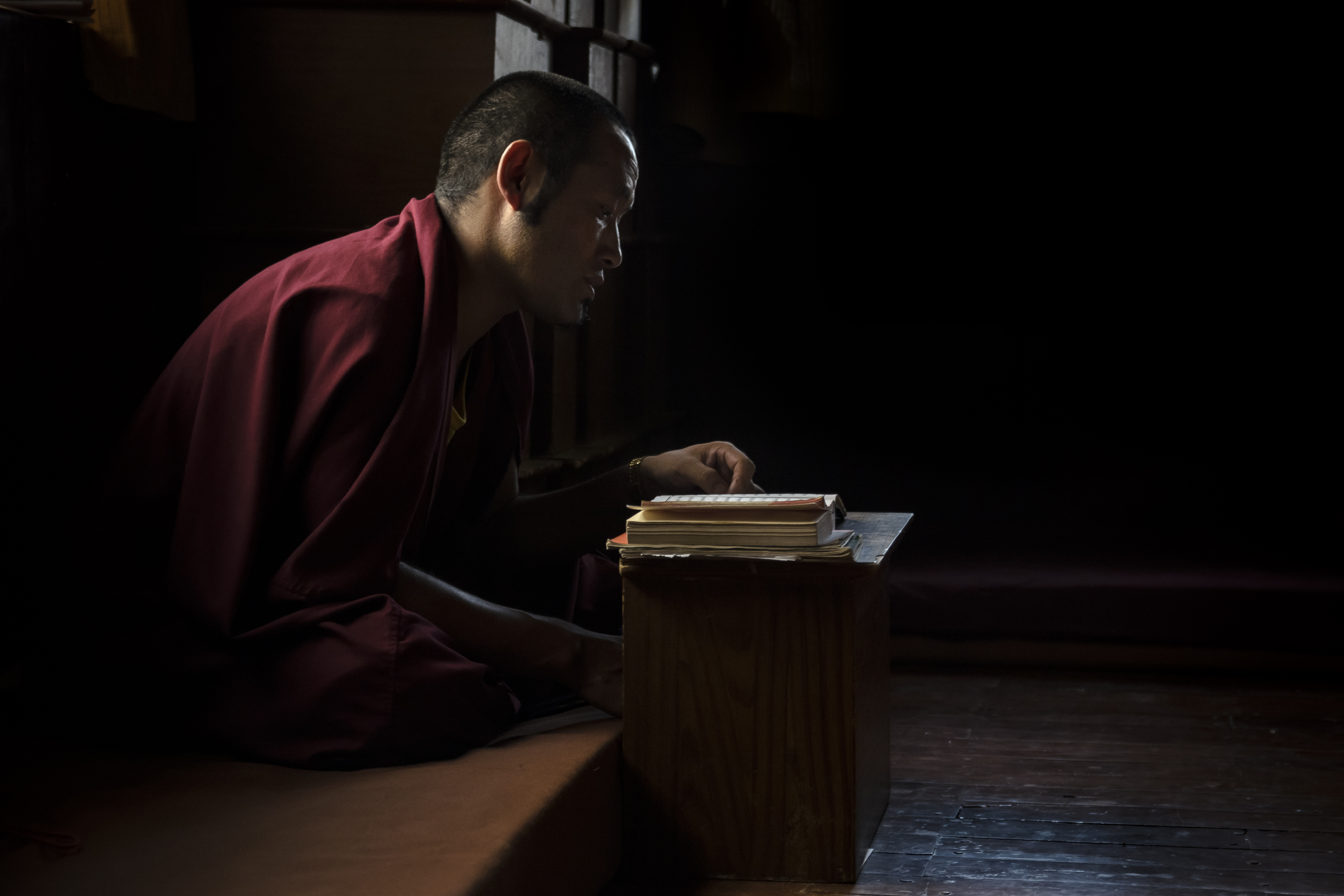
Một Phật tử Đài Loan được thọ giới đang tìm hiểu về kinh kệ Phật pháp

Thọ giới (chữ Hán: 受戒; chữ Nhật: Jukai/受戒; chữ Triều Tiên: Sugye/수계) là nghi lễ thụ phong khi xuất gia hay quy y, trong đó một người cư sĩ (Upāsaka hay Upāsikā) phái Phật giáo Thiền tông sẽ thụ nhận giới luật Phật giáo, sau khi Thọ giới/quy y thì họ sẽ được ban một pháp danh. Các nghi thức của lễ thọ giới rất khác nhau tùy theo quốc gia và trường phái Phật giáo. Ở Trung Quốc, nghi lễ này được gọi là Thọ giới (Shòu-jiè/受戒). Trong đó chữ Thọ hay Thụ (受) có nghĩa là "nhận", trong khi chữ Giới (戒) có nghĩa là "giới luật", khi gộp lại với nhau, thì chữ Thọ giới được gọi là "thụ phong". Nhiều người tin vào Phật giáo nhưng không trải qua bất kỳ nghi lễ nhập môn nào, những Phật tử như vậy chiếm đại đa số, chỉ một bộ phận nhỏ Phật tử đã trải qua nghi lễ quy y Tam Bảo để những người thọ giới sẽ trở thành Upāsaka và Upāsikā (Tỳ Kheo và Tỷ Kheo ni) và chấp nhận năm giới luật (Ngũ giới), họ chính là những Phật tử chính thức.

## Nhập môn

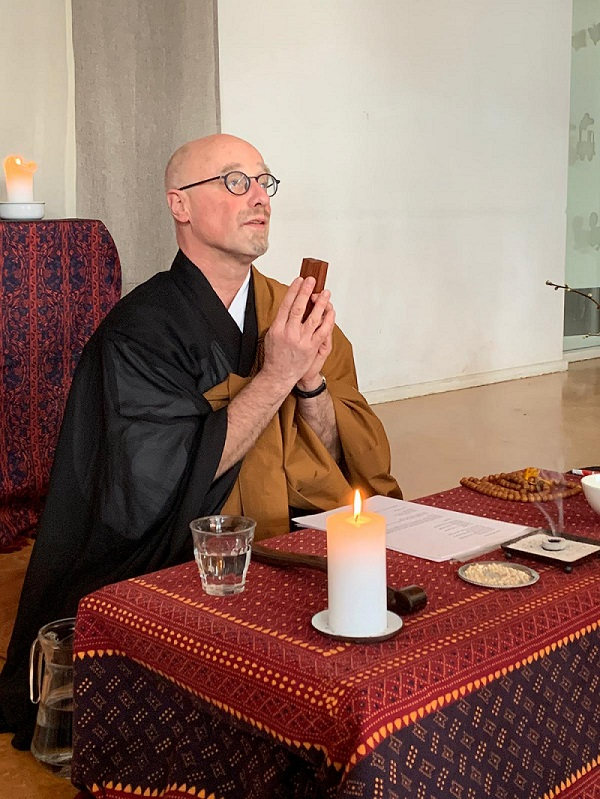
Một vị sư trụ trì ở Mỹ đang chủ trì nghi lễ thọ giới

Lewis Hodous, trong cuốn sách Phật giáo và Phật tử ở Trung Quốc xuất bản năm 1920 của ông cũng nhận xét về nghi lễ của Trung Quốc, sau khi ghi lại nghi lễ nhập môn cho cả những người bước vào đời sống xuất gia và cư sĩ: "Việc nhập môn ít riêng tư hơn, các anh chị em phật tử, được khắc nhẹ hơn trên cổ tay phải, trong khi tất cả đều có âm điệu Nam mô Bổ sư Thích Ca Mâu Ni Phật (Námó Běnshī Shìjiāmóunífó/Na-mah Pen-shih Shih-chia-mou-ni Fo/南無本師釋迦牟尼佛)". Trong trường phái Sōtō ở Hoa Kỳ, các cư sĩ quy y Tam Bảo (hay Tam quy y—Phật, Pháp và Tăng), Tam giới Tịnh độ và Ngũ Giới. Trong trường phái Rinzai thì môn sinh quy y Tam Bảo (hoặc Tam Quy) và, tương tự như các thực hành của Trung Quốc và Hàn Quốc bắt nguồn từ Ấn Độ, họ sẽ thọ nhận Ngũ giới dành cho cư sĩ. Ở Mỹ, trong Tăng đoàn Kim Cang (Diamond Sangha) thì Thọ giới hay Jukai hay Nghi lễ nhập môn Phật giáo (Buddhist initiation ritual) được "thực hành phổ biến" mặc dù một số thành viên không bao giờ trải qua buổi lễ vì họ là thành viên của một tôn giáo khác cấm những lễ điểm đạo như vậy. Do đó, một số người sẽ nói, theo định nghĩa này thì họ không phải là Phật tử.